# Artemia persimilis
Artemia persimilis är en kräftdjursart som beskrevs av Piccinelli och Prosdocimi 1968. Artemia persimilis ingår i släktet Artemia och familjen Artemiidae. Artens utbredningsområde är Europa och norra Asien (utom Kina) samt Sydamerika. Inga underarter finns listade i Catalogue of Life.